# Майпо (провінція)
Провінція Майпо (ісп. Provincia de Maipo) — провінція у Чилі у складі області Сантьяго. Адміністративний центр — Сан-Бернардо. Складається з 4 комун. Територія — 1120,5 км². Населення — 378 444 особи. Щільність населення — 337,75 осіб/км².

## Географія
Провінція розташована на півдні області Сантьяго.
Провінція межує:
- На півночі — з провінцією Сантьяго
- На сході — з провінцією Кордильєра
- На півдні — з провінцією Качапоаль
- На заході — з провінціями Сантьяго і Меліпілья

## Адміністративний поділ
Провінція складається з 4 комун:
- Сан-Бернардо. Адміністративний центр — Сан-Бернардо.
- Буїн. Адміністративний центр — Буїн.
- Пайне. Адміністративний центр — Пайне.
- Калера-де-Танго. Адміністративний центр — Калера-де-Танго.